# NORFORCE
La  NORFORCE (North-West Mobile Force) est un régiment d’infanterie de l’armée australienne. Formé en 1981, le régiment est l’une des trois unités de surveillance de la force régionale (RFSU) employées dans la surveillance et la reconnaissance des régions reculées de l’Australie-Septentrionale. Il se compose d’un quartier général régimentaire, de quatre escadrons de surveillance, d’un escadron de soutien opérationnel et d’un escadron d’entraînement.

## Histoire
À la fin des années 1970 et au début des années 1980, la nécessité d’une présence militaire dans le nord de l’Australie a été reconnue, et un réseau intégré de surveillance terrestre, maritime et aérienne a été mis en place en réponse. Une partie de cela impliquait la levée d’unités d’infanterie de réserve de l’armée australienne connues sous le nom d’unités de surveillance de la force régionale (RFSU) qui agiraient comme des « yeux et des oreilles » dans le nord. La NORFORCE a été formée pour des opérations dans le Territoire du Nord et la région de Kimberley en Australie-du-Nord et a été formée en tant que compagnie indépendante le 1er juillet 1981, à partir de la 7th Independent Rifle Company. Elle était basée à Darwin sous le commandement du lieutenant-colonel John George. Cette unité a été rebaptisée Force mobile du Nord-Ouest, ou NORFORCE, en 1981,. Entre-temps, en 1985, deux autres RFSU ont été levées, avec le Pilbara Regiment établi en Australie-Occidentale et le 51e bataillon du Far North Queensland Regiment établi dans l’Extrême-Nord du Queensland.
Les traditions du régiment remontent à la 2/1st North Australia Observer Unit (2/1 NAOU) (également connue sous le nom de « Nackaroos »), qui a été formée en 1942 dans le cadre de la défense de l’Australie du Nord contre les Japonais pendant la Seconde Guerre mondiale, effectuant des tâches de reconnaissance et de surveillance côtière à travers le Kimberley et les approches maritimes et aériennes du Territoire du Nord. Les patrouilles furent réduites en juillet 1943 alors que la menace japonaise s’atténuait, et l’unité fut dissoute en 1945,. En raison des similitudes entre les deux unités, et afin de donner une identité à la NORFORCE, il a été décidé qu’elle perpétuerait les traditions du 2/1 NAOU, et la NORFORCE a officiellement adopté l’insigne de couleur orange et vert « double losange » du 2/1 NAOU et son héritage lors de sa formation.
La NORFORCE partage également son héritage avec un certain nombre d’autres unités levées pendant la Seconde Guerre mondiale, notamment la Darwin Mobile Force, dont la NORFORCE tire son nom, et l’unité spéciale de reconnaissance du Territoire du Nord, qui a joué un rôle similaire à celui de la 2/1 NAOU et a été la première à enrôler et à former des soldats australiens basés dans la région, principalement de la Terre d'Arnhem. La force mobile de Darwin a été créée en 1939, à l’origine en tant qu’unité d’artillerie en raison des restrictions de la loi sur la défense (1903) qui interdisait l’établissement de forces d’infanterie permanentes, et a été la première unité de force militaire permanente à être levée dans l’armée. L’unité a été chargée de la surveillance et de la protection de la région de Darwin. Elle a été rebaptisée bataillon d’infanterie de Darwin en 1942 et 19e bataillon en 1943, et a ensuite servi pendant la campagne de Nouvelle-Guinée,.
Au cours de ses années de formation, entre 1981 et 1985, le régiment se composait de deux escadrons de reconnaissance, le 1er escadron de reconnaissance étant responsable du Territoire du Nord et le 2e escadron de reconnaissance étant responsable de la région de Kimberley en Australie-Occidentale. Au début de 1986, les désignations alphanumériques ont cédé la place aux noms géographiques, le 1er Escadron étant rebaptisé Darwin Squadron et le 2e Escadron devenant le Kimberley Squadron. La croissance de l’unité a permis de renforcer l’escadron du centre et l’escadron d’Arnhem en 1986. Chacun des escadrons régionaux de reconnaissance a sa propre zone de responsabilité, et est lui-même divisé en un certain nombre de « troupes », chacune d’entre elles étant constituée d’un certain nombre de « patrouilles ».
L’escadron Darwin est basé à Larrakeyah Barracks à Darwin et a maintenu une présence à Daly River, Jabiru, Katherine, Maningrida et Port Keats/Wadeye, ainsi que sur les îles Bathurst, Crocker, Goulburn et Melville. L’escadron Kimberley a son quartier général à Broome, avec des éléments basés au Lac Argyle, à Derby, Kalumburu, Kununurra, Bidyadanga et Wyndham. L’escadron d’Arnhem est responsable de l’est du Territoire du Nord, avec son quartier général à Nhulunbuy, et des éléments au lac Evella, Milingimbi, Ngukurr, Numbulwar et Ramingining, ainsi que sur l’île d’Elcho et Groote Eylandt. L’escadron central opère à partir de la frontière de l’Australie-Méridionale vers le nord, y compris les principaux centres régionaux d’Alice Springs et de Tennant Creek, le plateau de Barkly et le nord jusqu’à la rivière Robinson et Borroloola.

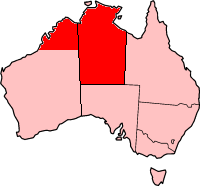
Zone d’opération de la NORFORCE

Le régiment est maintenant une unité entièrement intégrée composée d’environ 65 personnels permanents soutenus par 435 réservistes. Le quartier général du régiment se trouve à la caserne Larrakeyah à Darwin, tandis que sa zone d’opération (AO) couvre 1,8 million de kilomètres carrés, englobant l’ensemble du Territoire du Nord et la région de Kimberley en Australie-Occidentale. C’est la plus grande de toutes les unités militaires du monde aujourd’hui. Un escadron de soutien opérationnel et un escadron d’entraînement sont également basés à Darwin.
Empruntant le concept de différents groupes de « skins » pour différencier les clans, les membres de la NORFORCE sont également connus sous le nom de « Green skins ». Le rôle principal du régiment est la reconnaissance, l’observation et la collecte de renseignements militaires. En cas d’invasion du nord de l’Australie, la NORFORCE et les autres RFSU opéreraient en tant que « stay-behind ». Soixante pour cent du personnel de la NORFORCE sont des soldats autochtones, recrutés principalement dans la zone où ils patrouillent afin de tirer parti de leur connaissance de la zone. Cela s’est traduit par une grande confiance envers le Régiment parmi les communautés autochtones.
Les patrouilles peuvent être insérées et extraites de la zone d’opérations par de petits bateaux, transportées par hélicoptère ou par avion léger, en voiture à l’aide d’une gamme de véhicules ou à pied. En raison de leur rôle opérationnel, les UAR ont une priorité élevée pour l’attribution du matériel. L’équipement comprend des fusils Austeyr F88 améliorés (EF88), des armes de soutien (mitrailleuses légères) F-89 Minimi, des grenades, des mines antipersonnel M18A1 Claymore, des radios Harris, des jumelles et des télescopes spécialisés, des équipements de vision nocturne, des caméras et des systèmes de positionnement par satellites GPS de technologie avancée. Les véhicules utilisés comprennent une variante des véhicules de surveillance et de reconnaissance (SRV) Mercedes-Benz G-Wagon 6×6, des motos, des bateaux pneumatiques Zodiac et des patrouilleurs régionaux (bateaux en aluminium).

## Opération Resolute
La NORFORCE a continuellement fourni des éléments de force à l’opération Resolute dans le cadre de l’intervention gouvernementale en matière de protection des frontières. En tant que l’une des trois RFSU impliquées, la NORFORCE forme et certifie régulièrement du personnel pour la contribution de la Force de défense australienne aux patrouilles dans la zone économique exclusive et sur le littoral de l’Australie.
Le 1er mars 2010, la NORFORCE faisait partie de la 6e brigade. Le 1er septembre 2014, la NORFORCE passe sous le commandement de la 2e division. Le 4 octobre 2018, les trois RFSU ont été regroupées dans le cadre d’un nouveau quartier général de formation, le Groupe de surveillance de la force régionale. La nouvelle formation a vu le jour lors d’un défilé organisé à la caserne Larrakeyah à Darwin.

## Organisation actuelle
En 2021, la NORFORCE comprenait, :
- le quartier général régimentaire – Caserne Larrakeyah, Darwin, Territoires du Nord-Ouest
- l’escadron d’Arnhem - Nhulunbuy, Territoires du Nord-Ouest
- l’escadron du centre - Alice Springs (Territoires du Nord-Ouest)
- l’escadron de Darwin - Caserne de Larrakeyah, Darwin, Territoires du Nord-Ouest
- l’escadron de Kimberley - Broome, WA
- l’escadron de soutien à l’entraînement - Caserne Larrakeyah, Darwin, Territoires du Nord-Ouest
- l’escadron de soutien opérationnel - Caserne Larrakeyah, Darwin, Territoires du Nord-Ouest

## Libertés d’entrée
La NORFORCE a la particularité d’avoir obtenu à dix reprises la liberté d’entrée dans une ville ou un village, le plus grand nombre de toutes les unités, navires ou établissements de la Force de défense australienne,,.
- Alice Springs : 1984 et 2023
- Broome : 1987
- Darwin : 1982 et 2016
- Derby : 1983
- Katherine : 1986
- Kununurra : 1990
- Tennant Creek : 1994
- Wyndham : 1986

En 2006, le régiment a célébré son 25e anniversaire en recevant son premier drapeau.